# Plessis-de-Roye
Plessis-de-Roye è un comune francese di 246 abitanti situato nel dipartimento dell'Oise della regione dell'Alta Francia.

## Società

### Evoluzione demografica
Abitanti censiti